# 锡当河
锡当河或锡唐河（英語：Sittaung River，[sɪʔ táʊɰ̃ mjɪʔ]；英文前称为Sittang或Sittoung）是缅甸中南部勃固省的一条河流。勃固山脉将其流域与伊洛瓦底江流域分隔开来。该河发源于曼德勒东南部掸邦高原山脉边缘，向南流向莫塔马湾。其长度为420公里，年平均流量约为50立方公里。 。

## 流域
尽管锡当河流经的地区相当平坦，但河口处有臭名昭著的潮汐涌流，导致除了非常小的船只外，其他船只都无法在河上航行。这条河全年可航行40公里，一年中有三个月可航行90公里。锡当河流入莫塔马湾，潮汐进退的海岸是具有国际重要性的湿地。
这条河主要用于将木材运往南方出口。强大的水流使得这条河作为缅甸东部交通运输的价值更低。因为没有从掸邦高原流下来的土壤，所以它的流域不像伊洛瓦底江那样拥有丰富的农业资源。